# Trionymus pietranerae
Trionymus pietranerae är en insektsart som beskrevs av Goux 1941. Trionymus pietranerae ingår i släktet Trionymus och familjen ullsköldlöss.
Artens utbredningsområde är Frankrike. Inga underarter finns listade i Catalogue of Life.